# Municipio de Vermillion (Ohio)
El municipio de Vermillion (en inglés: Vermillion Township) es un municipio ubicado en el condado de Ashland en el estado estadounidense de Ohio. En el año 2010 tenía una población de 2618 habitantes y una densidad poblacional de 27,16 personas por km².

## Geografía
El municipio de Vermillion se encuentra ubicado en las coordenadas 40°45′50″N 82°16′37″O / 40.76389, -82.27694. Según la Oficina del Censo de los Estados Unidos, el municipio tiene una superficie total de 96.4 km², de la cual 96,2 km² corresponden a tierra firme y (0,21 %) 0,2 km² es agua.

## Demografía
Según el censo de 2010, había 2618 personas residiendo en el municipio de Vermillion. La densidad de población era de 27,16 hab./km². De los 2618 habitantes, el municipio de Vermillion estaba compuesto por el 98,4 % blancos, el 0,34 % eran afroamericanos, el 0,04 % eran amerindios, el 0,23 % eran asiáticos, el 0,19 % eran isleños del Pacífico y el 0,8 % eran de una mezcla de razas. Del total de la población el 0,31 % eran hispanos o latinos de cualquier raza.